# Curt von Stedingk
Curt Bogislaus Ludvig Kristoffer von Stedingk, né le 26 octobre 1746 en Poméranie suédoise et mort le 7 janvier 1837 à Stockholm, est un militaire et diplomate suédois.

## Biographie

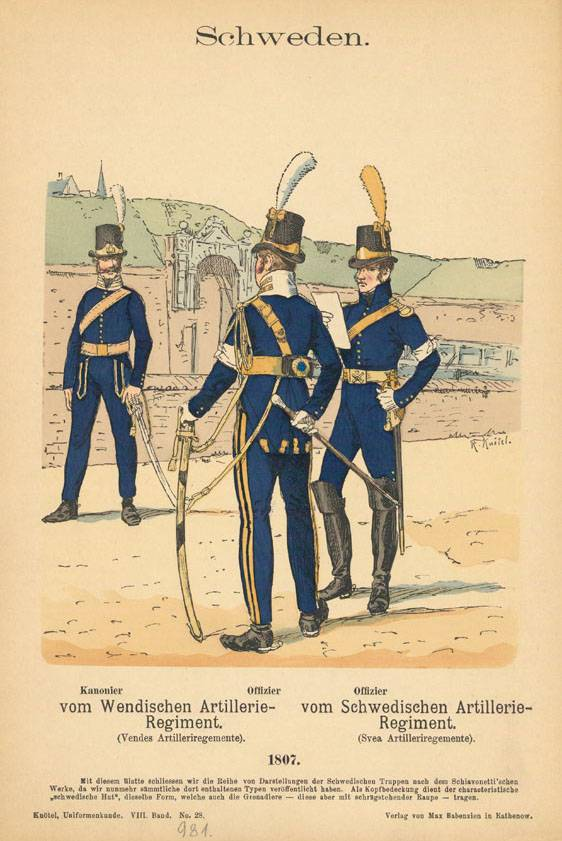
Artilleurs de l'armée suédoise en 1807, dessin de Richard Knötel, 1890.

Comte de la famille noble von Stedingk (sv), originaire de Westphalie, son grand-père maternel est Curt Christophe de Schwerin et il est le père de Marie von Stedingk.
Au début de sa carrière, il est officier du régiment Royal-Suédois au service de la France.
Il participe à la guerre d'indépendance des États-Unis (siège de Savannah) aux côtés du Comte de Fersen et de Rochambeau, à la guerre franco-anglaise de 1778-1783 (bataille de la Grenade), à la guerre russo-suédoise de 1788-1790 (défense de la Savonie). 
Il est ambassadeur en Russie de 1790 à 1808 puis commande de nouveau l'armée suédoise pendant la guerre russo-suédoise de 1808-1809. Il représente la Suède lors des pourparlers de Fredrikshamn où la Suède doit accepter la perte de la Finlande. 
Pendant la  guerre de la sixième coalition, il commande le corps suédois attaché à l'Armée du Nord du prince royal de Suède Charles Jean (Jean-Baptiste Bernadotte). Il prend part à la phase finale de la bataille de Leipzig en 1813.

## Vie personnelle
Curt von Stedingk a eu un fils nommé Ludwig Ernst von Stedingk (1794 - 1875) et lui aussi avait fait carrière dans l'armée suédoise. 
Curt von Stedingk a été un proche ami de Germaine de Staël. 